# 奧金卡河
奧金卡河（烏克蘭語：Окінка），是烏克蘭的河流，位於該國西北部沃倫州，屬於斯特里河的左支流，發源自奧孔西克，河道全長28公里，流域面積293平方公里。